# BMW PGA Championship
Ne pas confondre avec le BMW International Open.
Le BMW PGA Championship est un tournoi du circuit européen, il se dispute au Wentworth Club (en), près de Londres. Cette dernière ville est le siège du PGA European Tour.
À part les tournois du Grand Chelem, il est le tournoi, avec l'Open d'Écosse, le plus richement doté. Il est également le tournoi du circuit européen qui rapporte le plus de point pour l'Official World Golf Ranking.

## Rolex Series
Avant le début de la saison 2017, le Tour Européen annonce que le tournoi est incorporé aux Rolex Series nouvellement créées. Ce nouveau label regroupe plusieurs tournois dotés au minimum de 7 millions de dollars chacun.

## Palmarès
| année                           | Vainqueur                | Nationalité              |
| British PGA Championship        | British PGA Championship | British PGA Championship |
| ------------------------------- | ------------------------ | ------------------------ |
| 1955                            | Ken Bousfield            | Angleterre               |
| 1956                            | Charlie Ward             | Angleterre               |
| 1957                            | Peter Alliss             | Angleterre               |
| 1958                            | Harry Bradshaw           | Irlande                  |
| 1959                            | Dai Rees                 | Pays de Galles           |
| 1960                            | Arnold Stickley          | Angleterre               |
| 1961                            | Brian Bamford            | Angleterre               |
| 1962                            | Peter Alliss             | Angleterre               |
| 1963                            | Peter Butler             | Angleterre               |
| 1964                            | Tony Grubb               | Angleterre               |
| 1965                            | Peter Alliss             | Angleterre               |
| 1966                            | Brian Huggett            | Pays de Galles           |
| Schweppes Open                  |                          |                          |
| 1967                            | Peter Townsend           | Angleterre               |
| 1968                            | David Talbot             | Angleterre               |
| 1969                            | Bernard Gallacher        | Écosse                   |
| 1970-1971                       | Pas de tournoi           | Pas de tournoi           |
| Viyella PGA Championship        |                          |                          |
| 1972                            | Tony Jacklin             | Angleterre               |
| 1973                            | Peter Oosterhuis         | Angleterre               |
| 1974                            | Maurice Bembridge        | Angleterre               |
| Penfold PGA Championship        |                          |                          |
| 1975                            | Arnold Palmer            | États-Unis               |
| 1976                            | Neil Coles               | Angleterre               |
| 1977                            | Manuel Piñero            | Espagne                  |
| Colgate PGA Championship        |                          |                          |
| 1978                            | Nick Faldo               | Angleterre               |
| 1979                            | Vicente Fernandez        | Argentine                |
| Sun Alliance PGA Championship   |                          |                          |
| 1980                            | Nick Faldo               | Angleterre               |
| 1981                            | Nick Faldo               | Angleterre               |
| 1982                            | Tony Jacklin             | Angleterre               |
| 1983                            | Seve Ballesteros         | Espagne                  |
| Whyte & Mackay PGA Championship |                          |                          |
| 1984                            | Howard Clark             | Angleterre               |
| 1985                            | Paul Way                 | Angleterre               |
| 1986                            | Rodger Davis             | Australie                |
| 1987                            | Bernhard Langer          | Allemagne                |
| Volvo PGA Championship          |                          |                          |
| 1988                            | Ian Woosnam              | Pays de Galles           |
| 1989                            | Nick Faldo               | Angleterre               |
| 1990                            | Mike Harwood             | Australie                |
| 1991                            | Seve Ballesteros         | Espagne                  |
| 1992                            | Tony Johnstone           | Zimbabwe                 |
| 1993                            | Bernhard Langer          | Allemagne                |
| 1994                            | José Maria Olazábal      | Espagne                  |
| 1995                            | Bernhard Langer          | Allemagne                |
| 1996                            | Costantino Rocca         | Italie                   |
| 1997                            | Ian Woosnam              | Pays de Galles           |
| 1998                            | Colin Montgomerie        | Écosse                   |
| 1999                            | Colin Montgomerie        | Écosse                   |
| 2000                            | Colin Montgomerie        | Écosse                   |
| 2001                            | Andrew Oldcorn           | Écosse                   |
| 2002                            | Anders Hansen            | Danemark                 |
| 2003                            | Ignacio Garrido          | Espagne                  |
| 2004                            | Scott Drummond           | Écosse                   |
| BMW PGA Championship            |                          |                          |
| 2005                            | Angel Cabrera            | Argentine                |
| 2006                            | David Howell             | Angleterre               |
| 2007                            | Anders Hansen            | Danemark                 |
| 2008                            | Miguel Ángel Jiménez     | Espagne                  |
| 2009                            | Paul Casey               | Angleterre               |
| 2010                            | Simon Khan               | Angleterre               |
| 2011                            | Luke Donald              | Angleterre               |
| 2012                            | Luke Donald              | Angleterre               |
| 2013                            | Matteo Manassero         | Italie                   |
| 2014                            | Rory McIlroy             | Irlande du Nord          |
| 2015                            | Byeong Hun An            | Corée du Sud             |
| 2016                            | Chris Wood               | Angleterre               |
| 2017                            | Alex Norén               | Suède                    |
| 2018                            | Francesco Molinari       | Italie                   |
| 2019                            | Danny Willett            | Angleterre               |
| 2020                            | Tyrrell Hatton           | Angleterre               |
| 2021                            | Billy Horschel           | États-Unis               |
| 2022                            | Shane Lowry              | Irlande                  |
| 2023                            | Ryan Fox                 | Nouvelle-Zélande         |
| 2024                            | Billy Horschel           | États-Unis               |